# Fondation internationale Kadhafi pour la charité et le développement
La Fondation internationale Kadhafi pour la charité et le développement - nom souvent abrégé en Fondation internationale Kadhafi pour le développement, ou simplement Fondation Kadhafi - tout d'abord nommée Fondation internationale Kadhafi pour les associations caritatives (en arabe, مؤسسة القذافي العالمية للجمعيات الخيرية والتنمية, en anglais Gaddafi International Charity and Development Foundation, GICDF, anciennement Gaddafi International Foundation for Charity Associations soit GIFCA) était une organisation caritative créée en décembre 1998 par le gouvernement de la Jamahiriya arabe libyenne et présidée par Saïf al-Islam Kadhafi, le fils de Mouammar Kadhafi. La fondation a été enregistrée à Genève en 2003, mais a été active au niveau international avant cette date.
Impliquée dans diverses causes humanitaires comme la lutte contre le sida ou l'aide alimentaire en Afrique, la fondation tenait un rôle de vitrine du régime de Mouammar Kadhafi, et gérait à ce titre diverses initiatives diplomatiques; elle était en outre considérée comme étant une couverture servant à effectuer des opérations financières à l'étranger, y compris des placements de la famille Kadhafi.
Cette fondation a contribué au dédommagement des familles des victimes de l'attentat de Lockerbie et de celui commis contre un DC-10 d'UTA qui avait fait 170 victimes en 1989.
En 2007, la Fondation Kadhafi a pris en charge du côté libyen le règlement de l'affaire des infirmières bulgares, en versant de l'argent aux familles des enfants contaminés par le VIH. Cet argent est destiné à être remboursé par le Fonds international de Benghazi, l'Union européenne se portant caution.
Les ressources financières de la fondation, qui bénéficie d'un budget de fonctionnement évalué à 3,5 millions de dollars, proviennent essentiellement de l'État libyen; Le Monde qualifie le financement de la Fondation Kadhafi de « totalement opaque ». 
Outre ses activités caritatives et diplomatiques, la Fondation Kadhafi patronne également des manifestations culturelles : en 2002, Saïf al-Islam Kadhafi organise à Londres une exposition d'art libyen, comportant plusieurs de ses propres tableaux,.
En février 2011, au début de la guerre civile libyenne, Youssef Sawani et Benjamin Barber, respectivement directeur et président en Suisse de la fondation, donnent leur démission pour protester contre le massacre de manifestants en Libye et le discours menaçant à l'égard des insurgés tenu quelques jours plus tôt par Saïf al-Islam Kadhafi. En août de la même année, Tripoli est prise par les troupes rebelles du CNT et Saïf al-Islam Kadhafi rentre dans la clandestinité, jusqu'à son arrestation le 19 novembre.